# El hombre feliz
El hombre feliz és una producció cinematogràfica espanyola de l'any 2007. Es tracta d'un curtmetratge de la directora Lucina Gil, produït per Dexiderius Produccions i protagonitzada per Luis Gonzalez.

## Sinopsi
Pepe Perea Perdigones, veí de la localitat madrilenya d'Alcorcón, no és jove (té 74 anys), no passa del metre seixanta, no té una esposa que respongui al cànon anglobotox de bellesa, no posseeix un Dodge Viper SRT10 descapotable amb climatronic bizona, no té una masia al Baix Empordà -el seu pis de Alcorcón no passa dels 60 metres quadrats-, no té gaires amics (només un: Paco), ni una vida social intrèpida (només surt una estoneta als matins a prendre's el vermut amb l'esmentat Paco), mai va tenir un èxit de ressonància (excepte quan l'associació “Viva Madrid” el va nomenar 2n millor ballarí de xotis el 1987), ni ha donat la volta al món. No obstant això, per estrany que sembli, Pepe Perea Perdigones és feliç.
Com és això possible?, s'ha preguntat Emily Thorton, doctora en Antropologia Generativa-Transformacional de la Universidad de Madison (Wisconsin). Com és possible que quedi encara un ésser humà capaç de ser feliç malgrat no tenir tot el que cal tenir per ser feliç? És Pepe Perea Perdigones l'últim membre d'una espècie en extinció? On resideix la felicitat?
A aquestes preguntes d'alt contingut metafísic intentarem donar resposta al llarg del treball de recerca antropològica que la doctora Thorton i el seu equip durà a terme en cooperació amb el Ministeri de Cultura i la Conselleria de Salut Mediambiental de la Comunitat de Madrid. Un equip de producció audiovisual tindrà accés a aquesta interessant recerca gràcies a l'aquiescència de la doctora Thorton i de les dues il·lustres institucions abans esmentades.
Les possibles conseqüències socials que l'estudi de Mrs. Thorton pugui ocasionar (immigració massiva cap a Alcorcón), econòmiques (revisió de la política de màrqueting de la casa DODGE al nostre país), sentimentals (valoració de la vida interior) i privades (fugida cap endavant de Pepe Perea Perdigones), es descobriran una vegada acabat aquest estudi.

## Premis[calcitació]
| Premi                                                | Categoria                                                              |
| ---------------------------------------------------- | ---------------------------------------------------------------------- |
| Goya 2008                                            | Millor curtmetratge documental                                         |
| Festival de Curtmetratges de Rivas-Vaciamadrid 2007  | Millor curtmetratge                                                    |
| Festival de Curtmetratges de Rivas-Vaciamadrid 2007  | Millor direcció                                                        |
| Festival de Curtmetratges de Rivas-Vaciamadrid 2007  | Millor guió                                                            |
| XX Festival de Cinema de Medina del Campo 2007       | Millor curt documental                                                 |
| Certamen de curts de la Diputació de Màlaga 2007     | Millor curtmetratge documental                                         |
| Festival de Cinema Ibèric de Badajoz 2007            | 2n millor curtmetratge                                                 |
| Certamen “Madrid en Corto” de la Comunitat de Madrid | Millor curtmetratge documental                                         |
| Arquebisbat de Barcelona                             | Premi al millor curtmetratge pels seus valors humans i espirituals     |
| Festival Internacional de Cinema de Palència         | Premi del jurat al millor curtmetratge                                 |
| Festival Internacional de Cinema de Palència         | Premi del públic al millor curtmetratge                                |
| Festival de Cinema Solidari de Càceres               | Premi San Pancracio al millor curtmetratge de les Comunitats Autònomes |